# الحواوشة
قرية الحواوشة هي إحدى القرى التابعة لمركز المنصورة في محافظة الدقهلية في جمهورية مصر العربية. حسب إحصاءات سنة 2006، بلغ إجمالي السكان في الحواوشة 4898 نسمة، منهم 2537 رجلا و2361 امرأة.

## التاريخ
قرية الحواوشة من القرى القديمة، حيث وردت باسم «منية الحواوشه» في أعمال المرتاحية ضمن قرى الروك الصلاحي التي أحصاها ابن مماتي في كتاب قوانين الدواوين، كما وردت باسم «الحواوشه» في أعمال الدقهلية والمرتاحية ضمن قرى الروك الناصري التي أحصاها ابن الجيعان في كتاب «التحفة السنية بأسماء البلاد المصرية». وفي العصر العثماني وردت باسم «الحواوشة» في التربيع العثماني الذي أجراه الوالي العثماني سليمان باشا الخادم في عصر السلطان العثماني سليمان القانوني ضمن قرى ولاية الدقهلية، وفي تاريخ 1228هـ/1813م الذي عدّ قرى مصر بعد المسح الذي قام به محمد علي باشا باسم «الحواوشة» ضمن قرى مديرية الدقهلية.